# زخرفة إسلامية فارسية

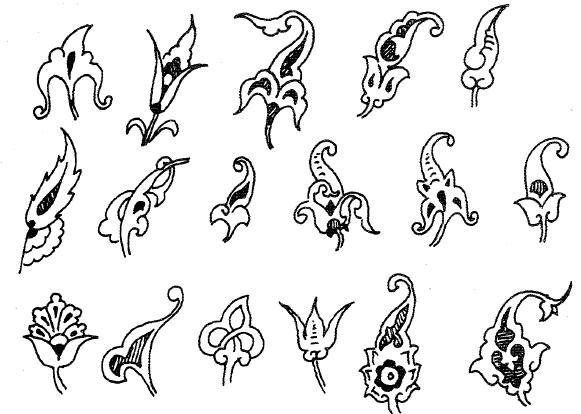
وحدات زخرفية فارسية

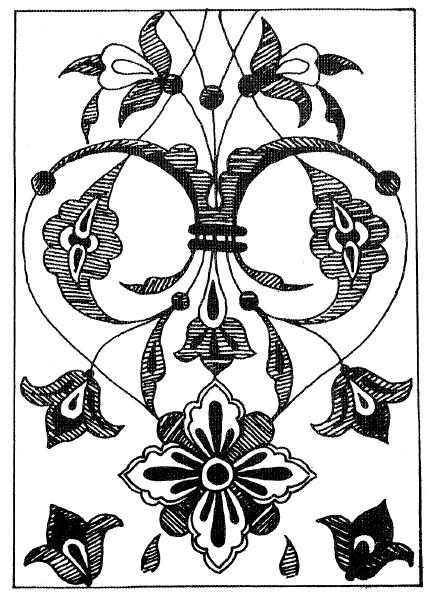
نموذج من الزخرفة الفارسية

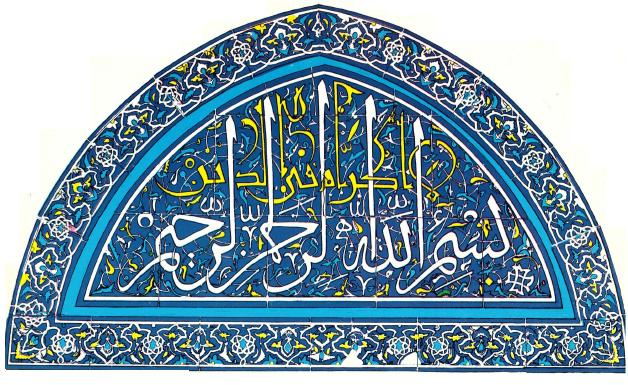
زخرفة فارسية قاشانية

استوطن الفرس الهضبة الإيرانية، وكانت بلادهم ذات حضارة عريقة، وفي عام 651 ميلادي، فتح العرب بلاد فارس، ونشروا الإسلام بين أبنائه، وأقاموا إمبراطورية إسلامية كبرى، وازدهرت الحضارة الإسلامية الفارسية ولكن الأعمال الفنية الفارسية ظلت بلا مفهوم حتى القرن السادس عشر حيث اتخذت بعدها طابعا أصبح يسمّى بالفن الفارسي الإسلامي. وتميز هذا الفن بالزخرفة التي ظلت هي الدافع المسيطر على الفنانين الفرس.

## الزخرفة الفارسية
ترك لنا الفن الفارسي مخطوطات مزخرفة تعتبر إحدى ثروات فن الزخرفة النادرة. والمخطوطات الفارسية القديمة كانت ذات خشونة على النمط البيزنطي التي يبدو أنها قلدتها أو تأثرت بها.
ولكن في القرنين الخامس عشر والسادس عشر للميلاد، أصبحت التحف الفارسية دقيقة وغالية الثمن، وتميّزت بحسن زخرفي وتحليل دقيق للواقع، نظرا لاستعمال الفرس الوجوه البشرية والحيوانات والأزهار والطيور والمشاهد الطبيعية والأشكال الهندسية بكثير من التفصيل .

## مميزات الزخرفة الفارسية
لقد وقف الفن الفارسي تاريخيا في موقع الوسط بين الواقعية اليونانية الأوروبية وبين مفهوم الشرق لفن الزخرفة. فجاءت زخرفاتهم للرسوم والجدران رقيقة، وخطوطهم مركّبة ورسموا الأشكال المنتظمة والمتناسقة، أما الألوان فكانت زاهية ولامعة.
كما تميّز الفن الفارسي بحرية الفكر، فلم يتقيّد بالابتعاد عن رسم الأحياء (كما فعل المسلمون العرب)، بل صوّر الفنان الفارسي ما راق لهُ من الموضوعات المستوحاة من الطبيعة. وكان بعضها قريبا جدا من الحياة وأنماطها وطرقها.
وأبدع الفرس في مجال تصوير الرسوم الإيضاحية البديعة للقصائد الشعرية والأمثال، وكذلك فعلوا في مجال الكتابة العربية بالخط الفارسي.
وقد اشتهر الفن القاشاني الفارسي شهرة كبيرة لارتباطه بالتقاليد الفنية الأصيلة، وحل القاشاني محل الفسيفساء عند الفرس.

## التعابير والوحدات الزخرفية الفارسية
استعمل الفرس تعابير ووحدات زخرفية منها:
1. قاموا بتزيين الفرع الأوسط من النبات بزهرة تربط نصفيه معا .
2. ابتدعوا كثيرا من الزهور النباتية الاصطلاحية والمركبة من عدة وريقات متراكبة فوق بعضها البعض.
3. كما استعمل الفرس من الوحدات الزخرفية الوجوه البشرية والحيوانات والأزهار والطيور والمشاهد الطبيعية والأشكال الهندسية.